# 冯兰明
冯兰明（1935年10月—），男，河北辛集人，中华人民共和国政治人物，曾任第七届全国人大常委会副秘书长，第八、九届全国人大代表。